# كامدن ماركت

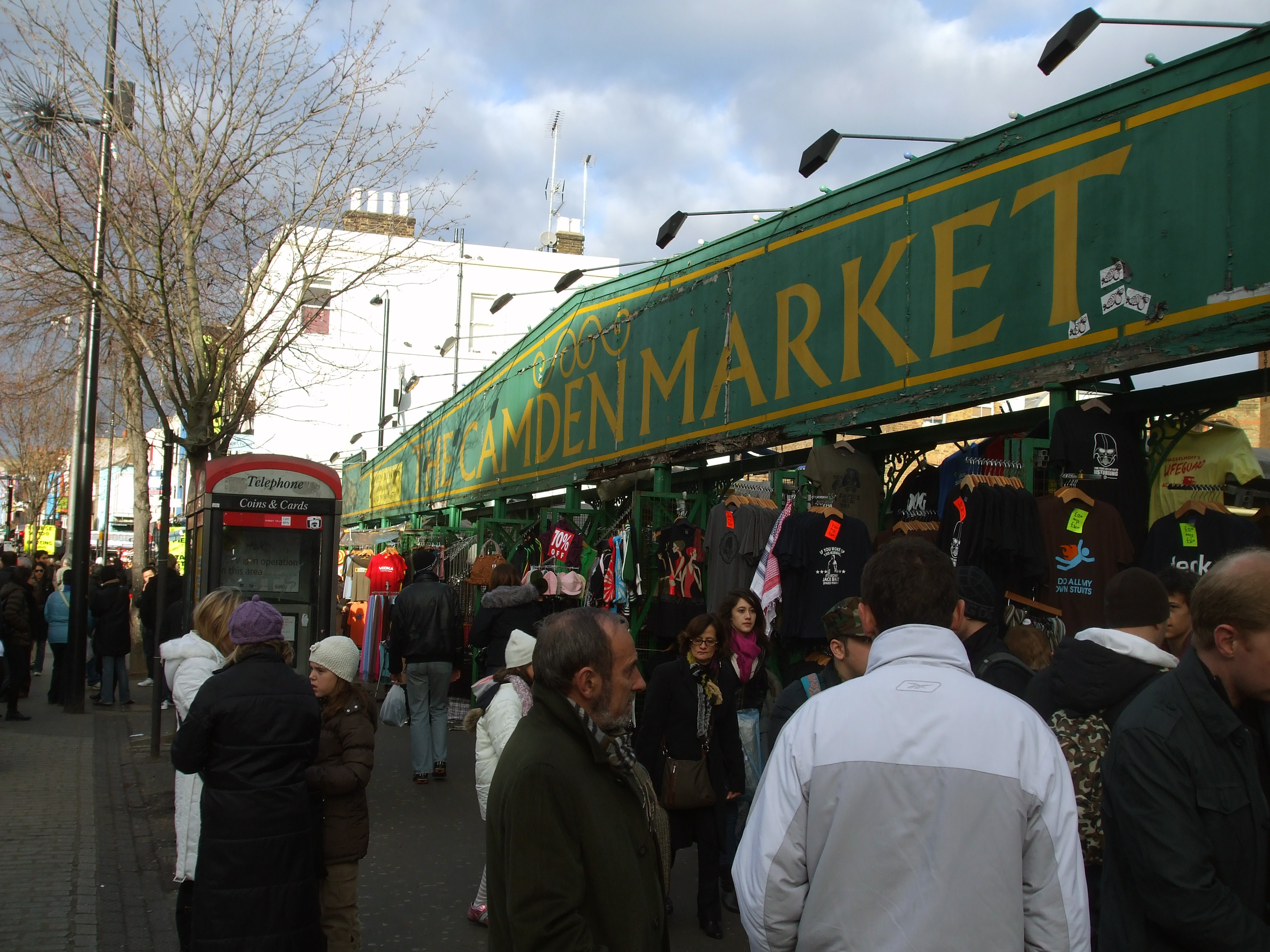
«كامدن ماركت» - 2007 م.

كامدن ماركت هو سوق شعبي يقع في كامدن تاون، في الجزء الشمالي من وسط العاصمة البريطانية لندن.
يجذب السوق نحو مائة ألف زائر في نهاية كل أسبوع. أصبحت دولة قطر مساهما رئيسيا في ملكية السوق عندما اشترت حصة 20% في «مجموعة تشلسفيلد».